# Bat Ye'or
Bat Ye'or (Hebreeuws: בת יאור voor dochter van de Nijl), pseudoniem van Gisèle Littman geboren Orebi (Caïro, 1933) is een Brits publicist van Joods-Egyptische afkomst.

## Biografie
Ye'or werd in Egypte geboren maar verloor, evenals haar ouders, vanwege haar Joodse afkomst in 1955 de Egyptische nationaliteit. In 1957 kwamen zij als stateloze vluchtelingen in Groot-Brittannië aan en in 1959 verkreeg ze de Britse nationaliteit. In 1960 verhuisde ze naar Zwitserland.
Ye'or schrijft onder haar pseudoniemen Yahudiya Masriya over de geschiedenis van niet-moslims in het Midden-Oosten en in het bijzonder de geschiedenis van christelijke en joodse dhimmi's in overwegend islamitische landen. Ze werd bekend met haar Eurabië, volgens sommigen een complottheorie, maar gebaseerd op de Eurabia publicatie over de resoluties van Straatsburg. Ze presenteert zich als historicus, maar is nergens afgestudeerd.

## Werken
- Eurabia: The Euro-Arab Axis, 2005, Fairleigh Dickinson University Press, ISBN 083864077X.
- Islam and Dhimmitude: Where Civilizations Collide, 2001, Fairleigh Dickinson University Press, ISBN 0838639437.
- The Decline of Eastern Christianity: From Jihad to Dhimmitude, 1996, Fairleigh Dickinson University Press, ISBN 0838636888.
- The Dhimmi: Jews & Christians Under Islam, 1985, Fairleigh Dickinson University Press, ISBN 0838632629.